# Уэйкфилд (город)
Уэйкфилд (англ. Wakefield) — город в Англии, административный центр графства Уэст-Йоркшир на реке Колдер. Имеет статус города (англ. city) и района метрополитенского графства (англ. metropolitan borough). 
Население — 99 251 человек (2011).

## История
Borough of Wakefield получил статус сити благодаря патентной грамоте (англ. letters patent) от 1888 года. В 1913 году население города превысило 50 тысяч человек, он был административно выделен в самостоятельную единицу (англ. County borough), выйдя из-под юрисдикции совета Йоркширского графства Уэст-Райдинг. Нынешние границы были установлены в 1974 году в соответствии с законом «О местном самоуправлении» от 1972 года (англ. Local Government Act 1972), патентная грамота 1974 года дала городу статус района метропольного графства.
Ранее город являлся центром текстильной торговли. Кроме того, город располагается в области, где была широко развита угольная промышленность — ключевой фактор промышленной революции. В 1984 году произошла Забастовка шахтёров, к этому времени все шахты в городе были уже закрыты. Но оставалось ещё 18 шахт в окрестностях города и демонстрации в поддержку забастовки часто проходили в городе.

## Музеи
В окрестностях города можно посетить Йоркширский парк скульптур.

## Города-побратимы
- Альфельд (Германия)